# Левая (приток Еловки)
Левая — река на полуострове Камчатка в России. Длина реки 101 км. Площадь водосборного бассейна насчитывает 1680 км².
Берёт начало из малого безымянного озера на Срединном хребте, течёт сначала в северо-восточном направлении. К северу от горы Столовой, в Столовой тундре, поворачивает на восток. Ширина реки увеличивается от 10 метров в верховьях до 60 вблизи устья, глубина — от 0,6 до 1,6 соответственно. Преобладающие лесные породы долины — берёза и лиственница.
Впадает в реку Еловка справа на расстоянии 106 км от её устья.
Исток Левой находится в живописном месте. В верхнем течении река течет в скальном коридоре со множеством поворотов и завалов. После огибания г. Столовая берега постепенно выполаживаются. В среднем течении популярны рыболовные туры.

## Притоки
Объекты перечислены по порядку от устья к истоку.
- 8 км: Рассошина
- 10 км: река без названия
- 42 км: Щуркина[7]
- 61 км: Прямой[5]
- 70 км: Нымалекинваям[5]
- 78 км: Кэбенэйваям[5]
- 87 км: Нычемкинваям[7]

По данным государственного водного реестра России относится к Анадыро-Колымскому бассейновому округу
Код водного объекта — 19070000112120000016643.

## Фотографии
- Озера у истока Левой
- Левая и Шивелуч
- Скалистые берега Левой
- Рассвет на Левой
- Берега Левой
- Река левая